# 卢纳瓦达
卢纳瓦达（羅馬化：Lūnāvāda）是印度古吉拉特邦默希萨格尔县的一个城镇。总人口33381（2001年）。

## 人口
该地2001年总人口33381人，其中男性17486人，女性15895人；0—6岁人口3924人，其中男2190人，女1734人；识字率75.95%，其中男性为81.52%，女性为69.81%。